# Fulvio Astalli
Fulvio Astalli (né le 29 juillet 1655 à Sambuco, dans l'actuelle province de Coni, au Piémont, alors dans le duché de Savoie et mort le 14 janvier 1721 à Rome) est un cardinal italien de la fin du XVIIe et du début du XVIIIe siècle. Il est un neveu des cardinaux Francesco Maidalchini (1647) et Camillo Astalli-Pamphili (1650).

## Biographie
Astalli exerce des fonctions au sein de la Curie romaine, notamment au Chambre apostolique, comme président des archives et comme président delle Armi.
Fulvio Astalli est nommé cardinal par le pape Innocent XI lors du consistoire du 2 septembre 1686. Le cardinal Astalli est préfet du Tribunal suprême de la Signature apostolique en 1693 et légat apostolique à Urbino, à Romndiola et à Ferrare. À partir de 1719 il est doyen du Collège des cardinaux.
Il participe au conclave de 1689, lors duquel Alexandre VIII est élu pape, et à ceux de 1691 (élection d'Innocent XII) et de 1700 (élection de Clément XI).
Le cardinal Astalli meurt à Rome le 14 janvier 1721 à l'âge de 65 ans.

### Sources
- Fiche du cardinal Fulvio Astalli sur le site fiu.edu